# イ・ラン
イ・ラン（이랑、1986年1月15日 - ）は、韓国のシンガー・ソングライター、コミック作家、映像作家、イラストレーター、エッセイストである。

## 経歴
1986年、ソウル特別市に生まれる。韓国芸術総合学校で映画を学んだ。
2012年、デビュー・アルバム『ヨンヨンスン』がリリースされた。2016年、2作目のアルバム『神様ごっこ』がリリースされた。同年、柴田聡子とともに日本全国7か所のツアーをおこなった。2017年、第14回韓国大衆音楽賞で最優秀フォーク・ソング賞を受賞した。2018年、日本語詞のザ・フォーク・クルセダーズ版「イムジン河」のカヴァーを発表した。同年、エッセイ集『悲しくてかっこいい人』がリトルモアより刊行された。2019年、柴田聡子との共作ミニ・アルバム『ランナウェイ』がリリースされた。

## ディスコグラフィー

### アルバム
- ヨンヨンスン（2012年）[注 1]
- 神様ごっこ（2016年）[注 2]
- クロミョン(그러면)~ Lang Lee Live in Tokyo 2018 ~（2019年）2枚組ライブ・アルバム
- オオカミが現れた（2021年）

### ミニ・アルバム
- ランナウェイ（2019年） (柴田聡子との共作)

## 著書
- 悲しくてかっこいい人（2018年、リトルモア）
- 私が30代になった（2019年、タバブックス）
- アヒル命名会議（2020年、河出書房新社）
- 話し足りなかった日（2021年、リトルモア）
- 何卒よろしくお願いいたします（2022年、タバブックス）